# Lindvedbock
Lindvedbock (Saperda octopunctata) är en skalbagge i  familjen långhorningar. Den blir 12–20 millimeter lång och är blågrön med svarta fläckar på täckvingarna och halsskölden. Utbredningsområdet är främst Mellaneuropa, norrut till Polen och västra Ryssland. Larven utvecklas under barken på stammen eller grova grenar av nyligen döda lindar. Möjligen kan även asp och alm fungera som yngelträd för arten. Larvutvecklingen tar två till tre år. Till utseendet är larven vit med bruna fläckar på det främsta bröstsegmentet. Den har inga synliga ben och blir upp till omkring 25 millimeter lång. Fullbildade skalbaggar kan ses om sommaren, från maj till augusti. Skalbaggen är främst nattaktiv. 
Från Skadinavien finns endast ett par äldre fynd av arten från 1800-talet rapporterade, dels ett från Skåne i Sverige och dels ett från trakten kring Oslo i Norge. 
Arten kan ibland även kallas för åttafläckig lindbock.